# Gonodonta elaborans
Gonodonta elaborans är en fjärilsart som beskrevs av Dyar 1914. Gonodonta elaborans ingår i släktet Gonodonta och familjen nattflyn. Inga underarter finns listade i Catalogue of Life.